# Herreromyces catenosporus
Herreromyces catenosporus är en svampart som beskrevs av R.F. Castañeda & W.B. Kendr. 1991. Herreromyces catenosporus ingår i släktet Herreromyces, divisionen sporsäcksvampar och riket svampar.   Inga underarter finns listade i Catalogue of Life.